# Stade Paul Julius Bénard
El Stade Paul-Julius-Bénard es un estadio de la isla de Reunión, un departamento de ultramar de Francia y región ultraperiférica de la Unión Europea en el suroeste de Océano Índico. Se trata del estadio principal de la ciudad de St. Paul, que tiene una capacidad de 8.500 asientos para los partidos del Saint-Pauloise FC y que puede ampliarse hasta los 12.000 en el caso de conciertos. El estadio fue sometido a reformas importantes que duraron 1 año y medio. Se abrió de nuevo el 26 de mayo de 2012, durante un partido benéfico entre los amigos de Zinedine Zidane y la selección de fútbol de Reunión.